# خافيير سولانا
 خافيير سولانا (بالإسبانية: Javier Solana)، فيزيائي التخصص وأستاذ جامعي قبل أن يكون وزيرا في الحكومات الإسبانية لمدة 13 سنة، وأمين عام لحلف شمال الأطلسي قبل أن يصبح الممثل السامي للسياسة والأمن الأوروبي بين 1999 – 2009.

## مسيرته
ولد فرانثيسكو خافيير سولانا مإدارياغا في 14 يوليو 1942 بمدريد لأب متخصص في الكيمياء. درس سولانا في كولخيو ديل بيلار (Colegio del Pilar) بمدريد قبل أن يلتحق بالجامعة. التحق بالجامعة ببريطانيا ثم في أميركا سنة 1965. نال من جامعة فرجينيا سنة 1968 دكتوراه في الفيزياء.
ألف سولانا العديد من الكتب وكتب الكثير من المقالات العلمية وأشرف على العديد من الأطروحات الجامعية.

### مسيرته في التدريس
عمل كأستاذ للفيزياء بجامعة شيكاغو ثم في جامعة كاليفورنيا ثم في جامعة فرجينيا حتى سنة 1971، كما عمل كأستاذ في جامعات إسبانية عديدة.

### أنشطته النقابية والسياسية
شكل منتدى معارضاً في الجامعة بمدريد سنة 1963. انتسب في السرية للحزب الاشتراكي العمالي الإسباني سنة 1964. وعند عودته من أميركا سنة 1971 انتسب إلى منسقية مدريد الديمقراطية بوصفه ممثلا للحزب الاشتراكي. مثل الحزب الاشتراكي في الاشتراكية الدولية سنة 1976. ومثل نقابة أساتذة جامعة كومبلوتنسي ثم التحق بالبرلمان كنائب عن الحزب الاشتراكي في فبراير 1977.
عين كوزير وزير للثقافة منذ ديسمبر 1982 حتى يوليو 1988 بعد فوز الحزب الاشتراكي في التشريعيات، وكناطق رسمي باسم الحكومة من يوليو 1985 إلى يوليو 1988. بعدها في 1988 تم تعيينه كوزير التربية، ووزير للخارجية من يوليو 1992 إلى ديسمبر 1995.
انتخب كاتب اللجنة التنفيذية الفدرالية للحزب الاشتراكي ثم كاتب الإعلام والصحافة لنفس اللجنة مدة خمس سنوات. انتخب عضو اللجنة الفدرالية للحزب الاشتراكي منذ يونيو 1997.

### الاتحاد الأوروبي
شغل منصب الأمين العام لحلف شمال الأطلسي من ديسمبر 1995 حتى أكتوبر 1999 وفي عهده تدخل الحلف في يوغسلافيا.
في أكتوبر 1999 أصبح الممثل السامي للسياسة والأمن الأوروبي الأمين العام لاتحاد أوروبا الغربية منذ 1999.

## وصلات خارجية
- خافيير سولانا على موقع أرشيف الشارخ.
- خافيير سولانا على موقع أوليمبيديا (الإنجليزية)
- خافيير سولانا على موقع IMDb (الإنجليزية)
- خافيير سولانا على موقع الموسوعة البريطانية (الإنجليزية)
- خافيير سولانا على موقع مونزينجر (الألمانية)
- خافيير سولانا على موقع إن إن دي بي (الإنجليزية)

الموقع الرسمي للسيد خافيير سولانا نسخة محفوظة 5 أبريل 2016 على موقع واي باك مشين.